# Barbara Wroniszewska
Barbara Wroniszewska – polska malarka, graficzka i scenografka, członkini Związku Polskich Artystów Plastyków Okręgu Krakowskiego. Tworzy cykle malarskie łączące ekspresję kolorystyczną z filozoficzną refleksją o czasie i ludzkim istnieniu.

## Życiorys
Barbara Wroniszewska pełniła funkcję prezesa stowarzyszenia „FOKUS”, współtworząc programy telewizyjne Rower Błażeja i Teatr jak życie. Współpracowała przy scenografii filmu Muzyka, miłość i wojna w reżyserii Marthy Coldige. Autorka scenariusza spektaklu ulicznego Białe Wiedźmy w Zielonej Górze. Była redaktor naczelną pism „Głos Zbąszynia” i „ARTIKĄT”. Prowadzi autorską pracownię malarską.

## Twórczość
Wroniszewska rozwija swoją sztukę poprzez cykle malarskie, opierając ją na filarach "prawdy i wolności". Do najważniejszych należą:
- Czarno na białym – cykl łączący kaligrafię z malarstwem abstrakcyjnym, gdzie tusz na białym tle tworzy "zapis dynamiki czasu"[1].
- Organiki – ekspresyjne kompozycje biomorficzne, odrzucające tradycyjne perspektywy[2].
- Origami – cykl inspirowany pandemiczną rzeczywistością, z motywem papierowego gołąbka jako symbolem zawieszonej wolności.

Jej prace znajdują się w kolekcjach m.in. Muzeum Narodowego w Krakowie i Muzeum Ziemi Zbąszyńskiej.

## Wystawy

### Wystawy indywidualne
- 2024 – Obraz w czasie, MOCAK Biblioteka, Kraków
- 2024 – The Artist, Kraków
- 2023 – Très Bien Gallery, Warszawa
- 2023 – Organiki, Black Art. Dom Aukcyjny, Poręba
- 2022 – Origami - Czas Zatrzymany, Fresz Gallery, Kraków
- 2020 – Galeria Dom Ze Sztuką, Centrum Praskie Koneser – Filtrownia, Warszawa
- 2019 – Galerie Zaansgroen, Zaandam (Holandia)
- 2019 – Galeria Rio, Kraków
- 2019 – Galeria Piecowa, Warszawa
- 2018 – Galeria Epicentrum, Chełmek
- 2018 – Galerie Zaansgroen, Zaandam (Holandia)
- 2018 – Galeria Centrum NCK, Kraków
- 2017 – Muzeum Marcina Rożka, Wolsztyn
- 2016 – Muzeum Ziemi Zbąszyńskiej i Regionu Kozła, Zbąszyń
- 2001 – Muzeum Marcina Rożka, Wolsztyn
- 1997 – Galeria u Jadźki, Zielona Góra
- 1996 – Galeria Kazamaty, Zbąszyń

### Wystawy zbiorowe
- 2024 – WTS, Warszawa
- 2024 – International exhibition on the occasion of World Art Day, Galeria X – Wydział Architektury Politechniki Śląskiej, Gliwice
- 2024 – Space Art, Muzeum Geologiczne, Warszawa
- 2024 – Mały Format, Galeria Raven, Kraków
- 2024 – Salon ZPAP, Pałac Sztuki, Kraków
- 2023 – Mały Format, Galeria Raven, Kraków
- 2023 – WTS, Warszawa
- 2023 – Salon ZPAP, Pałac Sztuki, Kraków
- 2022 – Mały Format, Galeria Raven, Kraków
- 2022 – Salon Letni, De Fabriek, Zaandam (Holandia)
- 2022 – Struktury Powiązań, Galeria Biała NCK, Kraków
- 2022 – Salon ZPAP, Pałac Sztuki, Kraków
- 2021 – Mijn vrijheid – jouw, De Fabriek, Zaandam (Holandia)
- 2021 – Salon Letni, De Fabriek, Zaandam (Holandia)
- 2021 – 7. Międzynarodowe Biennale Obrazu Quadro Art, Łódź
- 2021 – Mały Format, Galeria Raven, Kraków
- 2020 – Galeria Dom Ze Sztuką, Warszawa
- 2020 – Cov-19, De Fabriek, Zaandam (Holandia)
- 2020 – Mały Format, Galeria Raven, Kraków
- 2020 – Salon Bożonarodzeniowy, Pałac Sztuki, Kraków
- 2019 – Art Meetings – Świat do góry nogami, Galeria Panorama Dwór w Tomaszowicach
- 2019 – Krakowskie spotkania artystyczne DIALOGI – rozpasanie i asceza, Pałac Sztuki, Kraków
- 2019 – Salon Wiosenny, BWA Tarnów
- 2019 – Mały Format, Galeria Raven, Kraków
- 2019 – Salon Bożonarodzeniowy, Pałac Sztuki, Kraków
- 2018 – Salon Wiosenny, BWA Tarnów
- 2018 – Mały Format, Galeria Raven, Kraków
- 2018 – Salon Bożonarodzeniowy, Pałac Sztuki, Kraków
- 2017 – Salon Wiosenny, BWA Tarnów
- 2017 – Mały Format, Galeria Raven, Kraków
- 2017 – Obraz i Słowo w kręgu poezji, Galeria Centrum NCK, Kraków
- 2016 – Galeria PRYZMAT, Kraków
- 2000 – Wystawa plenerowa, Pławna

## Członkostwa
- ZPAP Okręg Krakowski (od 2017)[3]